# 山口県立西京高等学校
山口県立西京高等学校（やまぐちけんりつ さいきょうこうとうがっこう）は、山口県山口市に所在する公立の高等学校。通称、西京（さいきょう）。
普通高校としては山口県の高校では新しい学校である（統合・校名変更などを除く）が、商業系学科は山口県立山口高等学校に存在した商業科を実質的に引き継いだものといえる。
山口県内の県立高校では唯一の体育コース（普通科の1クラス）を持つ事が特色。特に陸上競技に力を入れており、男女ともに全国高等学校駅伝競走大会の常連である。また、野球部も1997年夏（第79回）に出場経験を持つ。2008年にはサッカー部が全国高等学校サッカー選手権大会（冬の高校サッカー）初出場を果たす。

## 沿革
（この節の出典）
- 1980年（昭和55年）3月 - 山口県教育委員会が中部地区に県立高校の設置を発表
- 1983年（昭和58年）10月 - 新設高校の位置を山口市大字黒川に決定
- 1984年（昭和59年）12月 - 普通教室棟・特別教室棟（理科）・屋内運動場の建設に着工（1985年10月28日完成）
- 1985年（昭和60年）7月 - 管理・特別教室棟の建設に着工（1986年3月15日完成）、10月 西京高校設置条例の公布、12月 寄宿舎を「健心寮（男子寮）」と命名
- 1986年（昭和61年）4月 - 第１回入学式（男子120名　女子105名　計225名、５学級）・開校式（普通科・事務科・情報処理科を設置）・グラウンド開き、９月 特別教室棟の建設に着工（1987年3月25日完成）
- 1987年（昭和62年）5月 - 校舎竣工式
- 1988年（昭和63年）1月 - 寄宿舎「誠心寮（女子寮）」完成、10月 屋内温水プール完成
- 1989年（平成元年）3月 - 第１回卒業式（216名）、6月 山口県高校総体男女総合優勝（以後2006年まで18年連続優勝）
- 1993年（平成5年）4月 - 会計OA科を設置（事務科廃止）
- 1995年（平成7年）11月 - 創立10周年記念式典
- 1997年（平成9年）3月 - 第69回選抜高等学校野球大会出場、８月 第79回全国高等学校野球選手権大会出場
- 1999年（平成11年）3月 - インターネット接続および校内LANの供用開始
- 2001年（平成13年）3月 - 野球場改修工事終了、8月 教育用コンピュータ（普通科用40台）設置
- 2002年（平成14年）3月 - 屋外グランド整備（排水）工事完成
- 2003年（平成15年）4月 - 二学期制（45分7時限授業）に移行
- 2004年（平成16年）3月 - 屋内温水プール改修工事完成
- 2005年（平成17年）4月 - 女子制服マイナーチェンジ、10月創立20周年記念式典
- 2007年（平成19年）6月 - 普通教室に空調設備設置
- 2009年（平成21年）1月 - 第88回全国高校サッカー選手権大会出場、3月 寮・厨房全面改修工事完成・屋内温水プール水球使用嵩上げ工事完成
- 2011年（平成23年）10月 - 第66回国民体育大会（山口国体）に375名の生徒が選手、式典演技、補助員で参加個人4種目、団体6種目で入賞
- 2012年（平成24年）4月 - 学力養成グループを進学チャレンジグループに改編、8月 グランド照明増築、11月 寮エアコン完備
- 2013年（平成25年）4月 - 総合ビジネス科を設置（会計OA科廃止）全天候型複合ウレタン舗装工事完成、校名入看板を体育館に設置、12月 第92回全国高校サッカー選手権大会出場
- 2014年（平成26年）1月 - 報道・取材用のインタビュー用バックボード購入、8月 西京高校PTAが全国高等学校連合会から表彰
- 2015年（平成27年）11月 - 創立30周年記念式典
- 2017年（平成29年）3月 - 屋内温水プール建替解体工事完了、学校マスコットキャラクター「スウィッフィー」商標登録
- 2018年（平成30年）5月 - 屋内温水プール建替工事完了
- 2021年（令和3年）2月 - 校内Wi-Fi設置3月蛇口自動水栓改修工事、電子黒板等のICT機器の整備、トイレ洋式化改修工事

## 設置学科
全日制
- 普通科（3学級）
- 普通科体育コース（1学級）山口県唯一の体育・スポーツに関する専門コースである[2]。
- 総合ビジネス科（1学級）
- 情報処理科（1学級）

## 校歌
- 作詞: 鬼倉八舟
- 作曲: 山崎凱千

## 出身者
- 米正秀 - 元プロ野球選手（横浜ベイスターズ）
- 竹重安希彦 - プロサッカー選手（横浜FC）
- 浜崎朱加 - 総合格闘家
- 廣瀬順子 - パラ柔道家
- 田村和希 - 陸上競技選手（住友電工）
- 棟久由貴 - 陸上競技選手（大塚製薬）
- コシバKEN - ミュージシャン（ET-KING）
- ぶるぼん - お笑い芸人